# Sphenocorona
Een sphenocorona is in de meetkunde het johnsonlichaam J86. De figuur bestaat uit twee vijfhoekige piramides J2, die door twee driehoeken en twee vierkanten zijn verbonden.
Het is een van de negen enkelvoudige johnsonlichamen die niet ontstaan door te beginnen met de regelmatige veelvlakken en archimedische lichamen, daar delen van te nemen, zodat weer een johnsonlichaam ontstaat, en al deze lichamen, met daarbij nog de prisma's en antiprisma's, te combineren.
- (en)  MathWorld. Sphenocorona.